# 柏林特設鎮區 (密歇根州)
柏林特設鎮區（英語：Berlin Charter Township）是位於美國密歇根州門羅縣的一個特設鎮區。

## 地方資料
柏林特設鎮區的面積為95.91平方千米，當中陸地面積為82.90平方千米，而水域面積為13.00平方千米。根據2020年美國人口普查的數據，當地共有人口9890人，而人口密度為每平方千米103.12人。